# Lumbrineris ehlersii
Lumbrineris ehlersii är en ringmaskart som beskrevs av McIntosh 1885. Lumbrineris ehlersii ingår i släktet Lumbrineris och familjen Lumbrineridae. Utöver nominatformen finns också underarten L. e. tenuisetis.